# Punti estremi dell'Azerbaigian

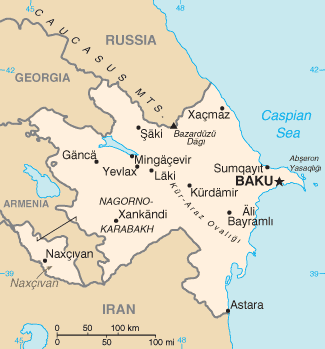
Mappa dell'Azerbaigian

Questa è una lista dei punti estremi geografici dell'Azerbaigian, cioè i punti che si trovano più a nord, sud, est e ovest di ogni altro luogo della nazione. Sono anche inclusi i punti estremi in termini di elevazione.

## Punti
- Nord: Distretto di Xaçmaz (41° 54′N, 46° 25′E)
- Sud: Tangov, Distretto di Astara (38° 24′N, 48° 39′E)
- Ovest: Distretto di Sədərək, Repubblica Autonoma di Naxçıvan (39° 42′N, 44° 46′E)
- Est: Cilov, Baku (40° 18′N, 50° 33′E)

## Dislivello

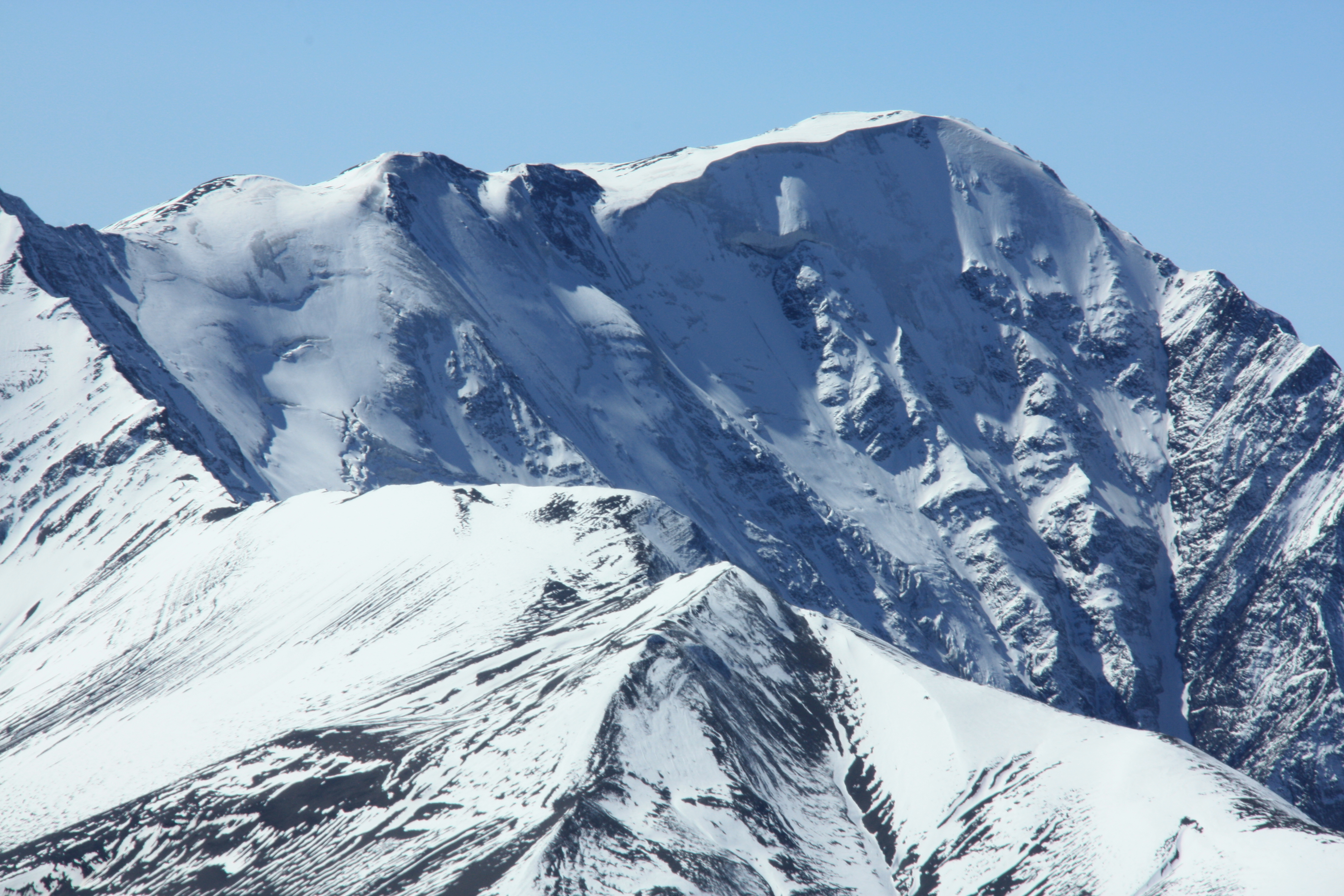
Monte Bazardüzü

- Punto più basso: Mar Caspio, −28 m
- Punto più alto: Bazardüzü Dağı, 4466 m